# يوهان روبرت
يوهان روبرت (بالإنجليزية: Johann Rupert)‏ هو شخصية أعمال ورائد أعمال جنوب أفريقي وسويسري، ولد في 1 يونيو 1950 في ستيلينبوش في جنوب أفريقيا.

## وصلات خارجية
- يوهان روبرت على موقع مونزينجر (الألمانية)